# Ga Yeongtong
Ga Yeongtong (Tiếng Hàn: 영통역, Hanja: 靈通驛) là ga tàu điện ngầm trên Tuyến Suin–Bundang nằm ở Yeongtong-dong, Yeongtong-gu, Suwon-si, Gyeonggi-do
Nhà ga được khai trương vào tháng 12 năm 2012, là một phần của phần mở rộng mới nhất về phía nam của Tuyến Bundang. Nó gần với văn phòng xuất nhập cảnh Suwon. Gần lối ra số 2 của Ga Yeongtong, có một Homeplus lớn. Gần đó là văn phòng xuất nhập cảnh Suwon.

## Lịch sử
- 22 tháng 12 năm 2006: Khởi công xây dựng
- 18 tháng 9 năm 2012: Thông báo bảng khoảng cách đường sắt[1]
- 1 tháng 12 năm 2012:  Bắt đầu kinh doanh
- Cuối tháng 12 năm 2012: Thêm tên phụ nhà ga "Đại học Kyunghee"

## Bố trí ga
| ↑ Cheongmyeong |
| \| １          |
| Mangpo ↓       |

| １ | ●Tuyến Suin–Bundang | → Hướng đi Mangpo · Suwon · Omokcheon · Choji · Incheon →                 |
| ２ | ●Tuyến Suin–Bundang | ← Hướng đi Cheongmyeong · Giheung · Seohyeon · Seonjeongneung · Wangsimni |

## Ga kế cận
1. ↑  국토해양부고시 제2012-610호 , 2012년 9월 18일.